# Prigionieri di guerra italiani in Unione Sovietica

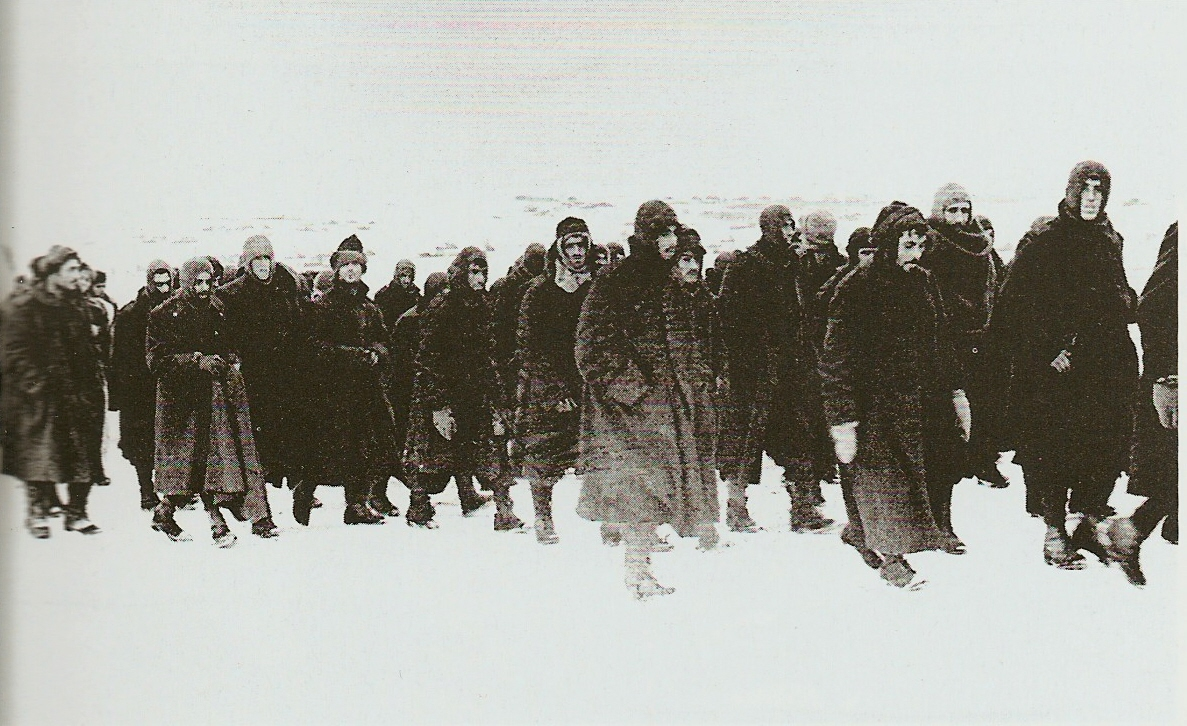
Colonna di prigionieri italiani

Con il termine prigionieri di guerra italiani nell'Unione Sovietica si fa riferimento ai prigionieri di guerra dell'esercito italiano in Russia (ARMIR e CSIR) e del loro destino nell'Unione Sovietica di Stalin durante e dopo la seconda guerra mondiale.

## Caratteristiche
Oltre 60.000 prigionieri di guerra italiani furono catturati dall'Armata Rossa durante la seconda guerra mondiale. Quasi tutti furono catturati nel dicembre del 1942 durante l'offensiva sovietica denominata "operazione Piccolo Saturno" che annientò gran parte dell'esercito italiano in Russia (8ª Armata o ARMIR, Armata Italiana in Russia).
Al suo apice, l'ARMIR era composta da circa 235.000 membri e operò tra il dicembre 1942 e il febbraio 1943 a sostegno delle forze tedesche impegnate a Stalingrado e nei dintorni. In questo periodo il numero totale di soldati italiani dispersi era di 84.830 (Ministero della Difesa italiano, 1977a 1977b). Secondo gli archivi sovietici, 54.400 prigionieri di guerra italiani raggiunsero vivi i campi di prigione sovietici; e di questi 44.315 prigionieri (più dell'80%) morirono in cattività all'interno dei campi, molti dei quali nell'inverno del 1943.

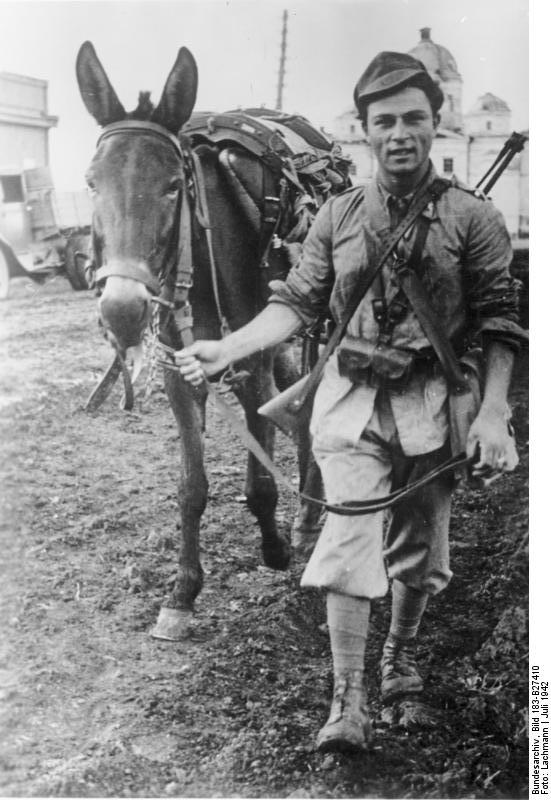
Soldato dell'8ª Armata con il suo mulo a Kharkiv, estate 1942

Un elenco dei nomi dei soldati, in cirillico, in cui è presente la data e luogo di morte, è stato prodotto dalle autorità russe dopo il 1989 (Ministero della Difesa italiano, 1996). 10.085 prigionieri furono rimpatriati tra il 1945 e il 1954. Il destino individuale di 30.430 soldati, che morirono durante i combattimenti e il ritiro o dopo la cattura, è meno noto. Si stima approssimativamente che circa 20.000 uomini abbiano perso la vita a causa dei combattimenti e 10.000 uomini siano morti tra il momento in cui sono diventati prigionieri e il momento in cui si sono registrati all'interno dei campi.
Fonti russe elencano le morti di 28.000 dei 49.000 prigionieri di guerra italiani nell'Unione Sovietica tra il 1942 e il 1954.

## La strada verso i campi
Il viaggio verso i campi di prigionia veniva percorso a piedi, spesso era lungo centinaia di chilometri. I sopravvissuti hanno riferito che si trattava di marce dette Davai.  "Davai!"  è un'espressione russa che in questo contesto significa "continua a muoverti!".
I prigionieri venivano scortati dall'Armata Rossa e dai partigiani, molti lungo il tragitto caddero perché congelati o sfiniti. Una parte del tragitto veniva completata utilizzando treni merci, dove molti prigionieri morirono a causa delle temperature estremamente fredde e della mancanza di cibo.

## Trattamento nei campi e cause di morte
Tambov, Oranki, Krinovoje, Michurinsk, situati nella Russia dell'Est Europa, erano i campi in cui la maggior parte dei prigionieri di guerra italiani erano detenuti in condizioni lugubre. (Ministero della Difesa italiano, 1996). Le malattie legate al tifo e alla fame erano le principali cause di mortalità all'interno dei campi. Fu segnalata la brutalità delle truppe sovietiche e dei partigiani ai prigionieri italiani disarmati, ma i sopravvissuti testimoniarono anche episodi di cameratismo tra i soldati delle due nazioni opposte, in particolare in prima linea e la compassione dei civili russi.

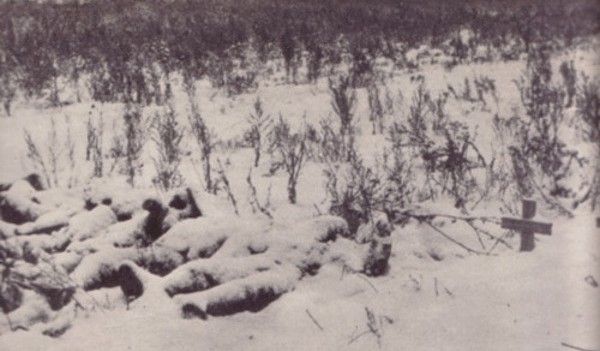
Cadaveri di soldati abbandonati nella neve

## Criminali di guerra
Alla maggior parte dei sopravvissuti fu permesso di ritornare in Italia nel 1945-1946. Negli stessi anni, un gruppo di ufficiali italiani detenuti furono accusati di crimini di guerra e condannati a molti anni di lavori forzati. Dopo la morte di Stalin le accuse si rivelarono false e furono rilasciati nel 1954.
Gli italiani nell'Unione Sovietica non avevano agito come truppe di occupazione e quindi erano improbabili atrocità contro partigiani e civili. I sovietici catturati dal Corpo di spedizione italiano in Russia (Corpo di spedizione italiano in Russia, CSIR), che operò dal luglio 1941 al giugno 1942, furono consegnati ai tedeschi e subirono un trattamento crudele da parte dei nazisti. Dopo l'istituzione dell'ARMIR, i prigionieri sovietici furono tenuti in custodia italiana in condizioni ragionevoli. Ad esempio, i prigionieri di guerra russi erano alimentati con razioni dell'esercito italiano standard.

## Motivi della tragedia dimenticata

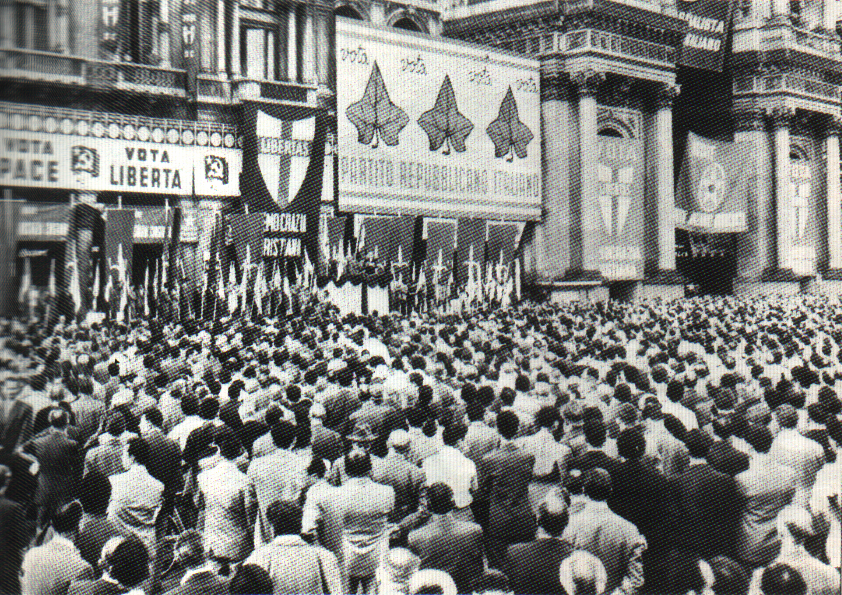
Campagna elettorale in Italia nel 1948

La questione dei prigionieri di guerra italiani in Unione Sovietica rimase un tema politico caldo nell'Italia postbellica. Non furono mai condotte delle indagini serie a causa della riluttanza delle autorità sovietiche a fornire informazioni sul destino di decine di migliaia di soldati dispersi.
Il loro caso fu usato in modo strumentale dai partiti di centrodestra che accusarono l'Unione Sovietica di non restituire i prigionieri di guerra italiani (manifesto della Democrazia Cristiana, 1948), e dai partiti di centrosinistra che negarono l'accaduto, dicendo che si trattava di propaganda anticomunista durante le prime elezioni democratiche in Italia nel 1948.
Una ricostruzione storica dell'accaduto e delle informazioni abbastanza discrete sulle dimensioni della tragedia solo dopo la caduta dell'Unione Sovietica quando la maggior parte dell'interesse pubblico in Italia era già svanito.